# Jarakan (Pendopo)
Jarakan is een bestuurslaag in het regentschap Empat Lawang van de provincie Zuid-Sumatra, Indonesië. Jarakan telt 1581 inwoners (volkstelling 2010).